# Fomes fulvus
Fomes fulvus är en svampart som först beskrevs av Giovanni Antonio Scopoli, och fick sitt nu gällande namn av Claude-Casimir Gillet 1878. Fomes fulvus ingår i släktet Fomes och familjen Polyporaceae.   Inga underarter finns listade i Catalogue of Life.